# Carex phaenocarpa
Carex phaenocarpa är en halvgräsart som beskrevs av Adrien René Franchet. Carex phaenocarpa ingår i släktet starrar, och familjen halvgräs. Inga underarter finns listade i Catalogue of Life.